# Otona ni Narumon!
Otona ni Narumon! (オトナになるもん！?) è un manga shōjo creato da An Nakahara, pubblicato in Giappone nel 2004 e inedito in Italia. È formato da un unico volume che narra le vicende di una ragazzina con lo straordinario potere di potersi trasformare in un'adulta.